# الظهر السفلى (العدين)

تعديل مصدري - تعديل

الظهر السفلى محلة تابعة لقرية براحةالسفلي، التابعة لعزلة الجبلين بمديرية العدين إحدى مديريات محافظة إب في الجمهورية اليمنية.، بلغ تعداد سكانها 122 حسب تعداد اليمن لعام 2004.